# Gonzalo Higuaín
Gonzalo Gerardo Higuaín (Brest, 10 de dezembro de 1987) é um ex-futebolista franco-argentino que atuava como centroavante.

## Carreira

### River Plate
Após um período nas categorias de base do River Plate, Higuaín estreou como profissional aos 17 anos, fazendo sua estreia em maio de 2005 na partida contra o Gimnasia La Plata, válida pela 15ª rodada do Clausura. Jogou seis partidas nesse ano, entre os torneios Clausura e Apertura, e mesmo não marcando gols, chamou a atenção da imprensa argentina por sua habilidade nos dribles e velocidade com a bola. O atacante também obteve destaque numa partida válida pela Copa Libertadores da América de 2006, quando o River novamente eliminou o Corinthians nas oitavas de final da competição, marcando dois gols na vitória por 3–1 em pleno Pacaembu. Foi convocado para defender a Seleção Francesa em 2006, porém não aceitou. Também foi convocado pela Seleção Argentina Juvenil, mas também não aceitou, alegando que a convocação poderia atrapalhar seus planos de jogar na Europa por causa de sua dupla-cidadania.
Logo em seguida, o grupo de investidores MSI comprou 50% de seu passe por 6 milhões de euros. As especulações sobre seu futuro logo surgiram, com interesse de grandes clubes da Europa.

### Real Madrid

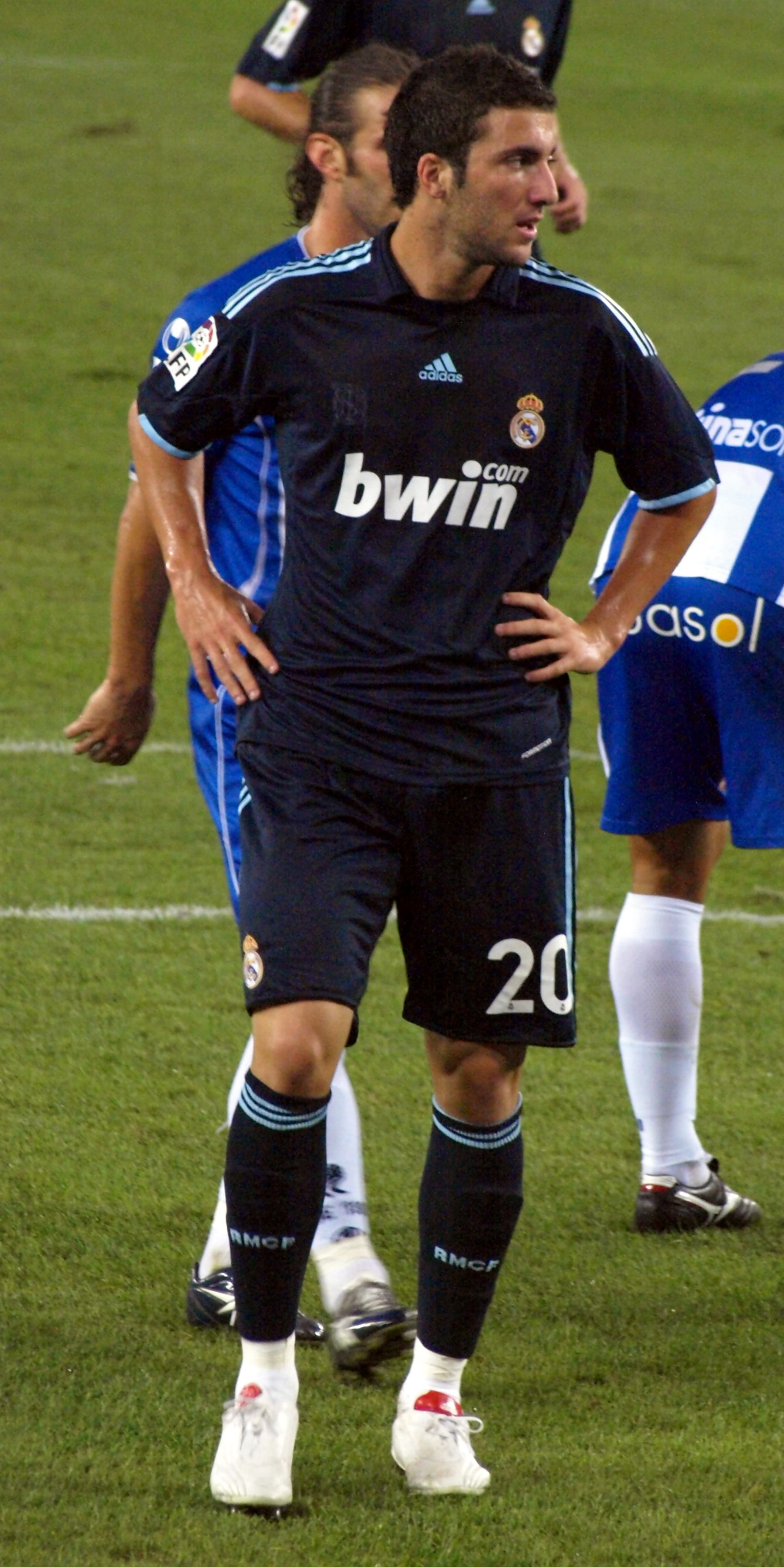
Higuaín pelo Real Madrid em 2009

Em julho de 2006, o Real Madrid, da Espanha, acertou a contratação do jogador, por aproximadamente 13 milhões de euros, firmando um contrato de seis anos, que em 2010 foi renovado até 2015.
Sua estreia ocorreu dia 11 de janeiro de 2007, entrando no decorrer de uma partida contra o Real Betis, em Sevilha. A primeira temporada de Higuaín foi apagada. Com apenas dois gols e três assistências em 23 partidas, Higuaín causou dúvidas nos torcedores e nos dirigentes, pondo à prova sua fama de prodígio. No mesmo período, o atleta descobriu uma brecha na legislação que o permitiria manter a cidadania argentina e o passaporte comunitário. Higuaín então logo foi chamado pelo treinador Sergio Batista para um amistoso preparatório para os Jogos Olímpicos de 2008. Os ares de seleção fizeram bem ao atacante, que apesar de não se destacar passou a apresentar um melhor futebol no Real. Marcou nove gols e deu três assistências em 32 jogos na temporada 2007–08.
Higuaín ganhou uma chance entre os titulares, aproveitando-se da grave lesão de Ruud van Nistelrooy. Klaas-Jan Huntelaar foi contratado para substituir o compatriota, mas quem começou a se destacar foi o argentino, que jogando, como segundo atacante passou a demonstrar o bom futebol dos tempos de River Plate. Higuaín não conseguiu levar o Real ao título, porém fez uma temporada magnífica, terminando com 24 gols e nove assistências no Campeonato Espanhol.
Parecia que Higuaín iria perder espaço com a reedição dos madrilenhos nos torneios da temporada 2009–10, no entanto, o argentino cavou seu espaço e substituiu o novo craque francês Karim Benzema, formando o setor ofensivo ao lado de dois recentes melhores do mundo: Cristiano Ronaldo e Kaká. Porém, o jogador tem sido o principal goleador do clube na temporada, sendo o vice-artilheiro do Espanhol (atrás de Lionel Messi, do Barcelona). Seus números o colocaram mais próximo da alcunha de "novo Hernán Crespo", atacante que marcou época na Argentina, tanto que o próprio Crespo falou em 2006 que ele seria seu sucessor, herdando suas características.[carece de fontes?]

### Napoli

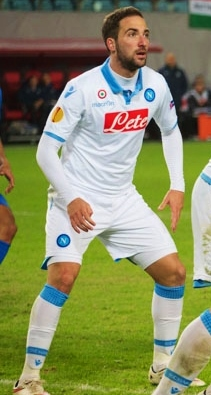
Gonzalo Higuaín atuando pelo Napoli em 2015

Em 27 de julho de 2013, o Real Madrid confirmou sua transferência para o Napoli por 22 milhões de euros e cinco anos de vínculo.
O atacante teve um grande desempenho individual na temporada 2015–16, marcando 36 gols no Campeonato Italiano e superando um recorde histórico que pertencia ao sueco Gunnar Nordahl, autor de 35 gols na temporada 1949–50.

### Juventus
Em 26 de julho de 2016 a Juventus anunciou sua contratação por 90 milhões de euros por cinco anos de vínculo, se tornando o terceiro jogador mais caro da história do futebol. Logo em sua estreia, marcou o gol que garantiu a vitória por 2–1 contra a Fiorentina, em jogo válido pela 1ª rodada da Serie A. Na terceira rodada, contra o Sassuolo, marcou dois gols na vitória por 3–1. Na quinta rodada, contra o Cagliari, fez um dos gols na goleada por 4–0, no Juventus Stadium. Na segunda rodada da fase de grupos da Liga dos Campeões de 2016–17, fez o segundo gol na vitória por 4–0 sobre o Dínamo Zagreb, da Croácia. Na sétima rodada, contra o Empoli, marcou dois gols na vitória por 3–0. Na décima primeira rodada, fez o gol da vitória da Juventus contra o seu ex-clube, o Napoli, por 2–1. No dia 12 de dezembro, marcou dois gols da vitória sobre o Torino no Derby della Mole por 3–1.
O centroavante voltou a marcar novamente contra o seu ex-clube, o Napoli, no dia 28 de fevereiro de 2017, na vitória por 3–1 na partida de ida da semifinal da Copa da Itália.
Em 28 de outubro, marcou os dois gols da vitória por 2–0 sobre o rival Milan, alcançando a marca de 100 gols marcados na Serie A, sendo ele o segundo depois de Zlatan Ibrahimović a marcar mais de 100 gols em duas das principais ligas europeias nas últimas 20 temporadas. No dia 4 de fevereiro de 2018, foi autor de um hat-trick na goleada sobre o Sassuolo por 7–0. No primeiro jogo das oitavas de final da Liga dos Campeões da UEFA, o argentino marcou os dois gols da Juve com menos de 10 minutos de jogo no empate contra o Tottenham por 2–2 em Turim. Nesse mesmo jogo acabou ficando marcado negativamente por haver desperdiçado uma cobrança de pênalti quando a partida ainda estava 2–1 para a Velha Senhora. Na partida de volta voltou a ser decisivo, sendo fundamental para a classificação da Juve ao marcar um gol e dar assistência para Paulo Dybala definir o placar de 2–1 de virada no Wembley Stadium.

### Milan
No dia 2 de agosto de 2018, Higuaín foi emprestado ao Milan em uma troca com a Juventus por Leonardo Bonucci. No total, o Milan pagou 18 milhões de euros pelo empréstimo de uma temporada, com opção de compra ao final do empréstimo por 36 milhões. O atacante, que chegou ao clube como principal reforço para a temporada, pouco atuou em menos de seis meses com a camisa rossonera antes de ser negociado com o Chelsea. No total pela equipe de Milão, marcou oito gols em 22 partidas.

### Chelsea
Em 23 de janeiro de 2019, o Chelsea anunciou Higuaín por empréstimo até o final da temporada. Devido a péssima fase de Olivier Giroud e Álvaro Morata, Higuaín chegou a Londres com a responsabilidade de ser o homem-gol dos Blues na sequência do semestre que restava.
Sua estreia aconteceu na vitória por 3–0 sobre o Sheffield Wednesday, pela terceira fase da Copa da Inglaterra, onde foi escolhido como um dos melhores da partida. Alguns dias depois teve uma estreia amarga na Premier League, na derrota para o Bournemouth por 4–0. Em seu segundo jogo pelo Campeonato Inglês, marcou duas vezes na goleada sobre o Huddersfield por 5–0. Após o começo animador, o argentino não conseguiu manter o rendimento, principalmente nas partidas de maior dificuldade. Encerrou a temporada com cinco gols marcados em 16 partidas disputadas (média de 0,3 gols por jogo), sem conseguir ainda ser o camisa 9 que os Blues desejavam.

### Inter Miami
Em setembro de 2020, Pipita foi adquirido pelo Inter Miami para jogar na Major League Soccer. Em Las Garzas, assinou um contrato de dois anos por 7,5 milhões de euros, o que o tornou o jogador de futebol mais bem pago da liga norte-americana até hoje. Gonzalo marcou seu primeiro gol contra o New York Red Bulls na 17ª rodada, em cobrança de falta, onde seu time venceu por 2–1 como visitante.

### Aposentadoria
No dia 3 de outubro de 2022, Higuaín confirmou que se aposentaria no fim do ano. Sua última partida como profissional foi no dia 17 de outubro, na derrota do Inter Miami por 3–0 para o New York City, que decretou a eliminação do time na MLS.

## Seleção Nacional
Devido a ótima fase, as chances apareceram na Seleção Argentina, então comandada por Diego Maradona, e a sua perspectiva de ir à Copa no grupo dos 23 selecionados se tornou realidade. Apesar de ter sido chamado para jogar na seleção francesa por causa de sua dupla cidadania, o jogador optou por jogar pela Argentina com a confirmação da convocação de Maradona. Chegou a especular que se Maradona não o chamasse, este jogaria pela seleção gaulesa. No dia 3 de março de 2010, Higuaín foi titular desde o princípio no amistoso contra a Alemanha, e marcou o único gol do jogo, valendo assim a vitória para a sua seleção.

### Copa do Mundo de 2010
Meses depois, já pela Copa do Mundo, na segunda rodada da fase de grupos, fez três gols na vitória por 4–1 sobre a Coreia do Sul, tornando-se o terceiro jogador na história da Seleção Argentina a marcar um hat-trick em jogos de Copa do Mundo. Nas oitavas de final, na vitória por 3–1 contra o México, Higuaín foi o responsável por um dos gols da Argentina. Os argentinos viriam a ser eliminados nas quartas de final, após uma surpreendente derrota por 4–0 frente a uma inspirada Alemanha.

### Copa do Mundo de 2014

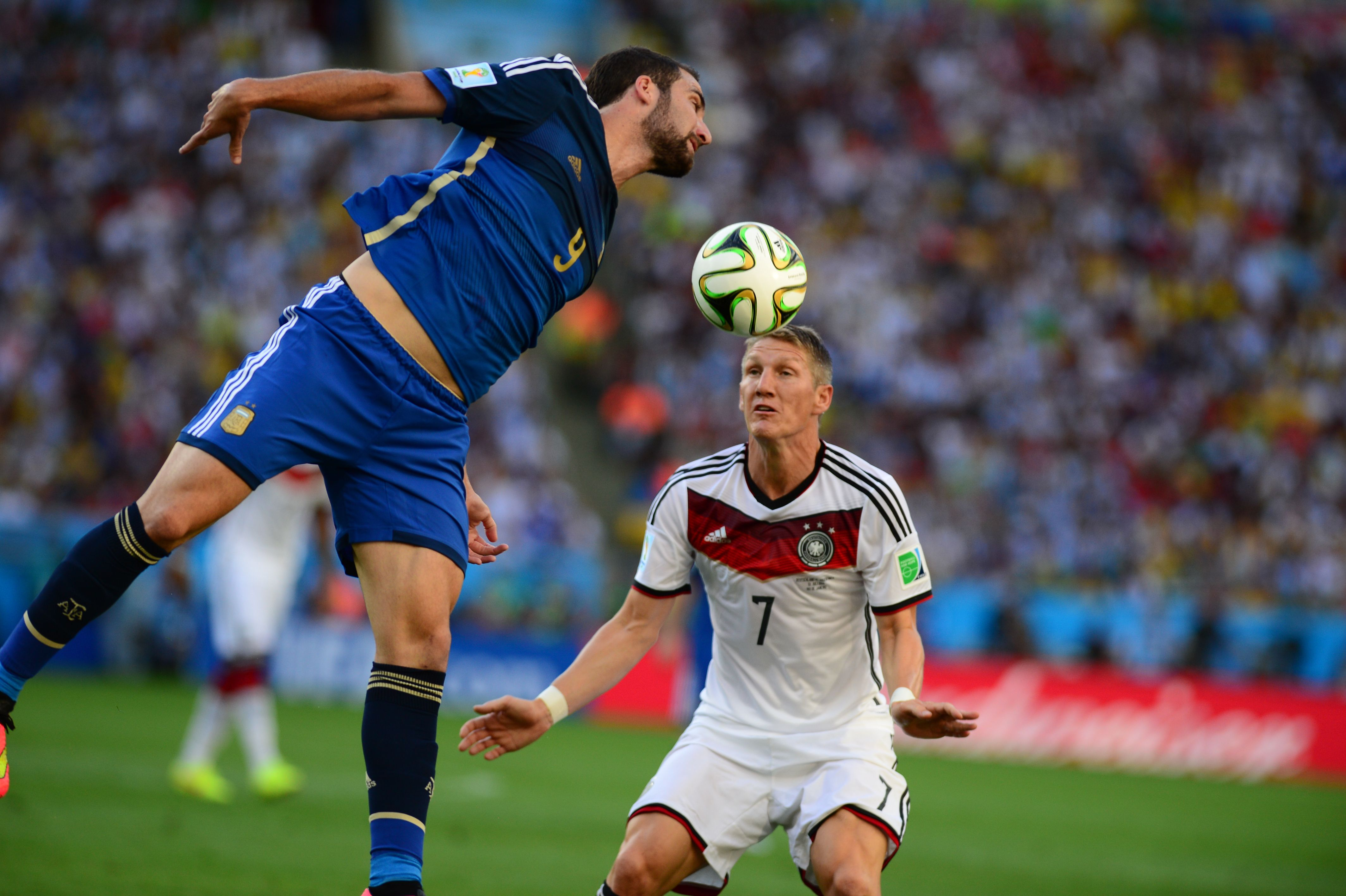
Higuaín em disputa de bola com Bastian Schweinsteiger na final da Copa do Mundo de 2014

Participou da Copa do Mundo FIFA de 2014, onde a seleção foi vice-campeã. No dia 5 de julho, foi o autor do gol que colocou os argentinos na semifinal, ao vencerem a Bélgica por 1–0, em jogo realizado no Estádio Nacional de Brasília. Já na final do Mundial, Higuaín chegou a marcar um gol logo no primeiro tempo, mas estava impedido. Depois, perderia uma chance cara a cara com Manuel Neuer, que poderia ter mudado a história do jogo.

### Copa América de 2015
Com Sergio Agüero sendo o centroavante titular do trio de ataque, Higuaín fez sua estreia na Copa América de 2015 no último jogo do grupo, contra a Jamaica, em Viña del Mar. Disputando seu 50º jogo com a camisa da Seleção, ele marcou o único gol do jogo aos 11 minutos, em chance criada por Ángel Di María, classificando a Argentina até as quartas de final. No dia 30 de junho, ele marcou na goleada argentina por 6–1 sobre o Paraguai nas semifinais, dois minutos depois de entrar no lugar de Agüero. No dia 4 de julho, na final da Copa América, Higuaín foi um dos dois jogadores argentinos a não conseguir converter seus pênaltis na derrota para o Chile. Durante o tempo regulamentar, ele já havia recebido uma oportunidade de marcar nos acréscimos, mas não conseguiu balançar as redes após cruzamento de Ezequiel Lavezzi.

### Copa América Centenário
Na Copa América Centenário, em 2016, Higuaín foi um dos 23 convocados do técnico Gerardo Martino. Em grande fase com a camisa do Napoli, foi titular da equipe durante toda a competição. No dia 18 de junho, pelas quartas de final, marcou duas vezes na goleada por 4–1 contra a Venezuela. Voltaria a marcar dois gols três dias depois, com a Argentina derrotando os anfitriões Estados Unidos com direito a uma goleada por 4–0 na semifinal. Disputou a final contra o Chile, e, assim como no ano anterior, a Argentina mais uma vez perdeu na disputa de pênaltis, depois de um empate em 0–0 no tempo normal e na prorrogação. Após a partida, Higuaín foi duramente criticado pela imprensa por ter desperdiçado uma chance clara de gol em sua terceira final consecutiva com a Albiceleste.

### Copa do Mundo de 2018

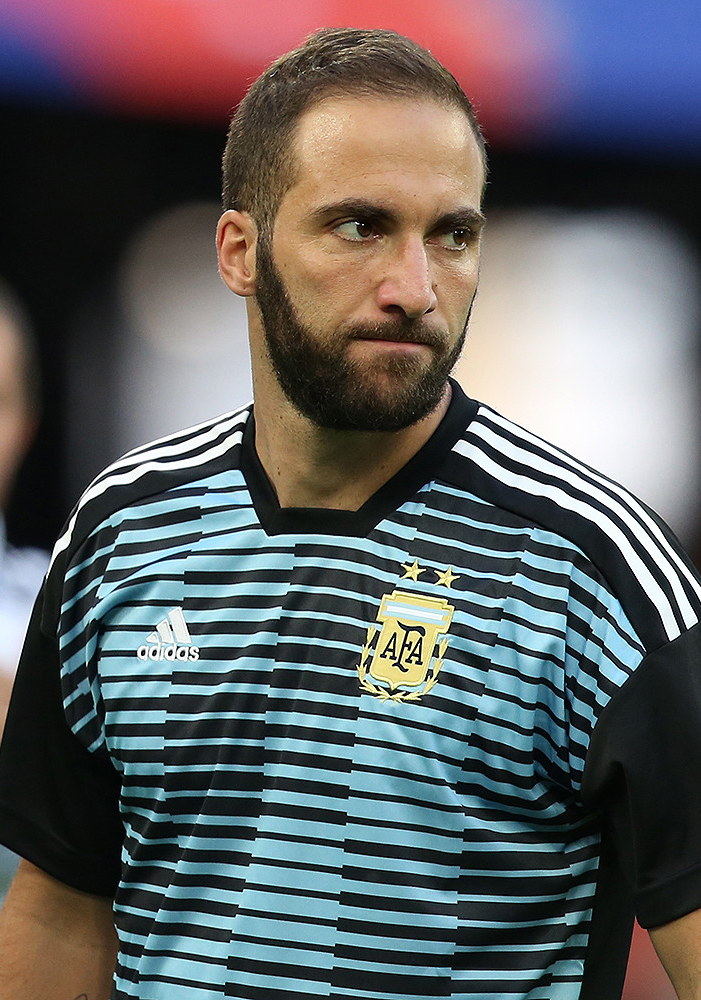
Higuaín em aquecimento pela Argentina na Copa do Mundo de 2018

Durante a incerta campanha de classificação da Argentina para a Copa do Mundo FIFA de 2018 na Rússia, Higuaín conseguiu apenas um gol em nove partidas e acabou perdendo seu lugar no time titular. Em maio de 2018, no entanto, Higuaín esteve na lista dos 23 convocados pelo técnico Jorge Sampaoli. Foi titular nos três jogos da Seleção na fase de grupos, mas não marcou gols e foi bastante alfinetado pela torcida nas redes sociais. No dia 30 de junho, pelas oitavas de final, não jogou contra a França e viu a Argentina ser eliminada da Copa após uma derrota por 4–3.

### Aposentadoria da Seleção
No dia 28 de março de 2019, em entrevista à Fox Sports da Argentina, Higuaín anunciou sua aposentadoria da Seleção. O jogador declarou:
| “ | Agora só acompanho de fora. O meu ciclo na seleção chegou ao fim. Agora vocês (imprensa) não precisam mais se preocupar se estou ou não na convocação. Com certeza vou fazer muitas pessoas felizes. Eu falei com o (técnico) Lionel Scaloni e disse-lhe o meu ponto de vista. Esta é a minha decisão e eu acho que vai me fazer bem. Eu quero aproveitar mais tempo com a minha família e eu sofro muito quando sou muito criticado. Estou feliz com a decisão que tomei. | ” |

No total, ele disputou 75 jogos pela Seleção, marcando 31 gols. Sua última partida foi no dia 26 de junho de 2018, na vitória por 2–1 sobre a Nigéria, no último jogo da fase de grupos do Mundial realizado na Rússia.

## Títulos
Real Madrid
- La Liga: 2006–07, 2007–08 e 2011–12
- Supercopa da Espanha: 2008 e 2012
- Copa do Rei: 2010–11

Napoli
- Copa da Itália: 2013–14
- Supercopa da Itália: 2014

Juventus
- Serie A: 2016–17 e 2017–18, 2019–20
- Copa da Itália: 2016–17 e 2017–18

Chelsea
- Liga Europa da UEFA: 2018–19

### Prêmios individuais
- Equipe Ideal da América do Sul: 2006
- Equipe Ideal da Liga Europa da UEFA: 2013–14 e 2014–15
- Equipe Ideal da Serie A: 2013–14, 2015–16 e 2016–17
- Seleção do Ano da FIFA (4° Time): 2016
- Seleção do Ano da ESM (1° Time): 2016
- Melhor Jogador da Juventus na Temporada: 2016–17 e 2017–18

### Artilharias
- Serie A de 2015–16 (36 gols)